# Desmacella grimaldii
Desmacella grimaldii är en svampdjursart som först beskrevs av Topsent 1892.  Desmacella grimaldii ingår i släktet Desmacella och familjen Desmacellidae. Inga underarter finns listade i Catalogue of Life.